# 瓦莱丽·戴维斯
瓦莱丽·戴维斯（英語：Valerie Davies，1912年6月29日—2001年8月2日），英国女子游泳运动员，主攻仰泳和自由泳。她曾代表英国参加1932年夏季奥林匹克运动会游泳比赛，获得女子100米仰泳和女子4×100米自由泳接力铜牌。